# Camilo Aureliano da Silva e Sousa

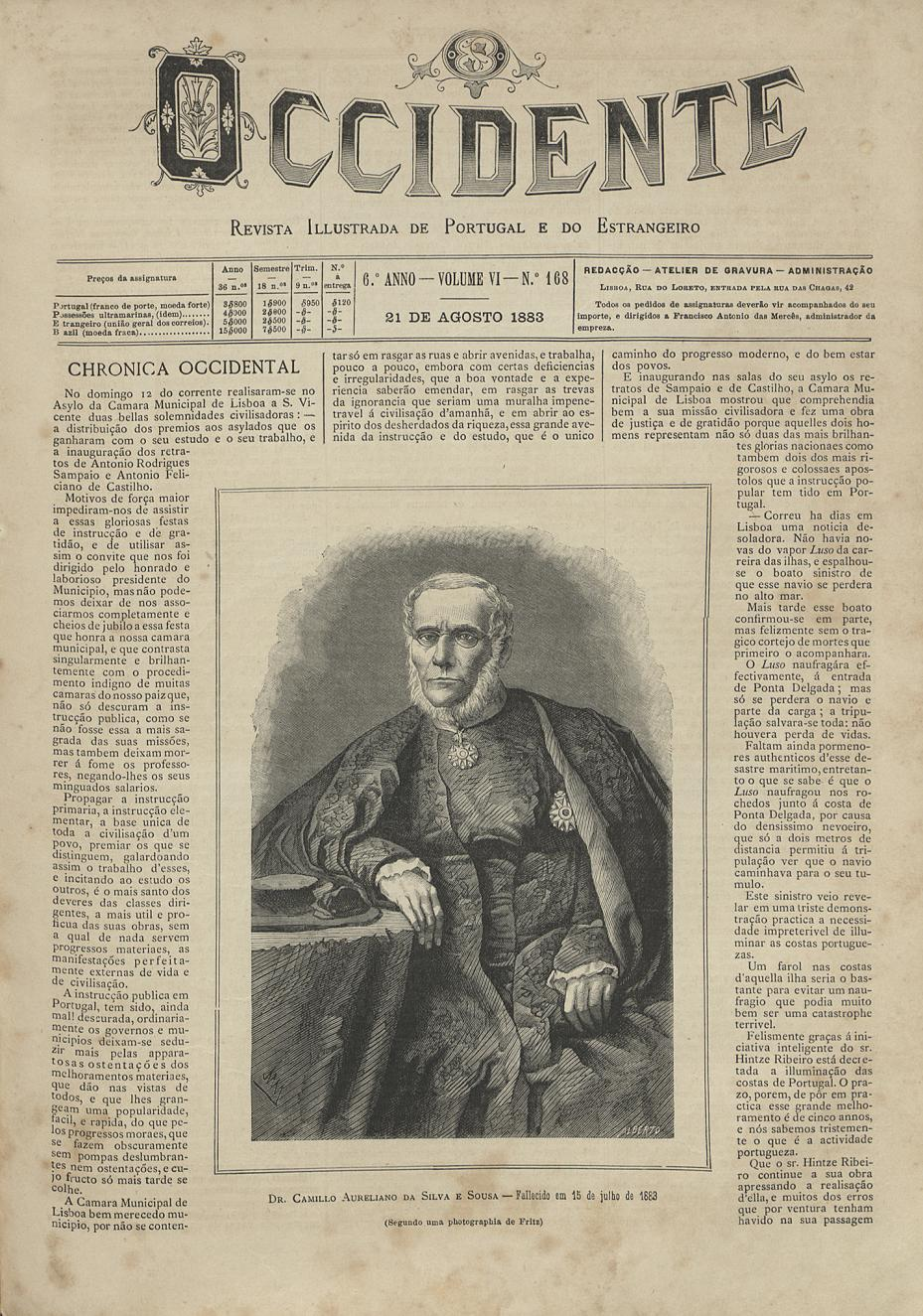
Retrato de Camilo Aureliano da Silva e Sousa na revista O Ocidente de 21 de agosto de 1883.

Camilo Aureliano da Silva e Sousa (Santa Cruz das Flores, 28 de março de 1809 - Porto, 15 de julho de 1883) foi um magistrado português que exerceu o cargo de juiz de relação do Porto. 

## Vida
Filho de José Leandro da Silva e Sousa e de Ana Justina de Sousa Casal Ribeiro, Camilo Aureliano nasceu na Ilha das Flores, quando seu pai era ali juiz de fora, e a deixou com apenas dois anos de idade. Bacharelou-se em leis pela Universidade de Coimbra em 1836, foi escrivão da Mesa Grande da Alfândega do Porto e juiz das comarcas de Lousada e Oliveira de Azeméis. 
Participou da guerra civil ao lado dos cartistas. 
Casou-se em primeiras núpcias com Maria Maximiana de Sousa Pimentel, e em segundas núpcias com Adelaide da Silva e Sousa.
Era fidalgo por alvará de D. Pedro IV, de 16 de julho de 1834, e comendador da Ordem de Nossa Senhora da Conceição de Vila Viçosa, agraciado em 4 de agosto de 1860.